# Peugeot XR7
La Peugeot XR7 est une moto sportive de 50 cm3 produite par Peugeot Motocycles, elle a été lancée au printemps 2008 en remplacement de la Peugeot XR6.
Commercialisée comme un cyclomoteur, elle bénéficie d'un style moderne, ressemblant à la Yamaha R6.  

## Caractéristiques techniques
Cette moto est équipée d'un échappement « PES ». Elle bénéficie d’un moteur Minarelli AM6 comme la plupart de ses concurrentes, elle adopte également un système « pulsar ».
Côté équipements, elle bénéficie d'un cadre périmétrique, d'un disque avant ø 300 mm à étrier radial, d'une fourche Paoli ø 41 mm ainsi que d’un compteur numérique multifonctions.
Les couleurs disponibles sont rouge ou bleu.
Elle est proposée en France au tarif de 3 299 €.